# Cape Petersen
Cape Petersen är en udde i Antarktis. Den ligger i Västantarktis. Inget land gör anspråk på området.
Terrängen inåt land är kuperad söderut, men åt nordost är den platt. Havet är nära Cape Petersen åt nordväst. Trakten är obefolkad. Det finns inga samhällen i närheten.